# Zdeněk Frankenberger
Zdeněk Frankenberger (24. ledna 1892, Praha – 12. ledna 1966, Černošice u Prahy) byl lékař, univerzitní profesor histologie, embryologie a patologie, přírodovědec, zoolog, malakozoolog, isopodolog a entomolog. Byl členem několika vědeckých společností a institucí.

## Biografie
Studoval na akademickém gymnáziu v Praze, kde maturoval v roce 1911. V témže roce se zapsal na lékařskou fakultu Karlovy univerzity v Praze, kde se v letech 1914-1915 stal nejdříve demonstrátorem a později asistentem v Ústavu pro obecnou biologii a experimentální morfologii. Doktorem všeobecného lékařství byl promován v roce 1917.
Po skončení I. světové války byl jmenován asistentem histologicko-embryologického ústavu Prof. Otakara Srdínka, kde habilitoval. Po habilitaci odešel pracovat do Pařížě a Lublaně, odkud se vrátil v roce 1922, kdy byl jmenován mimořádným profesorem histologie a embryologie na Lékařské fakultě Univerzity Komenského v Bratislavě. V roce 1927 byl jmenován řádným profesorem. Současně, v letech 1929-1936 vykonával funkci přednosty Anatomického ústavu Univerzity Komenského v Bratislavě.
Po převzetí politické moci Hlinkovou Slovenskou lidovou stranou v roce 1938 byl jako učitel české národnosti ze služeb propuštěn a odešel do Čech (tehdejšího Protektorátu Čechy a Morava). Zde byl v roce 1939 jmenován řádným profesorem a přednostou histologicko-embryologického ústavu Univerzity Karlovy v Praze. Po uzavření vysokých škol v Čechách pracoval na patologicko-anatomickém oddělení Vinohradské nemocnice.
Po osvobození Československa znovu obnovil a v letech 1954-1962 vedl histologicko-embryologický ústav Karlovy univerzity. V roce 1962 odešel do důchodu.
Profesor MUDr. Zdeněk Frankenberger byl všestranným vědcem, který dokonale ovládal několik vědních oborů. Jsou obecně známy jeho práce paleontologické, obecně biologické, anatomické, histologické, fylogenetické, lékařské a zoologické. První jeho zoologickou prací bylo v roce 1910 zpracování měkkýšů Šumavy v článku Měkkýší fauna Šumavy. Zabýval se také studiem skupiny Isopoda z jeskyní Balkánu.

## Entomologické aktivity
Z entomologického hlediska se zabýval především organizováním sběratelské činnosti pro Slovenské vlastivědné muzeum v Bratislavě, kde v letech 1929-1933 zastával funkci referenta entomologické sekce přírodovědného oboru. Právě zde významně přispěl k rozšíření a zhodnocení entomologických sbírek a také aktivně pracoval na tvorbě muzejních expozic.
Zpočátku sbíral hlavně brouky (řád Coleoptera). Prováděl sběry hlavně v Čechách a později na Istrii v Dalmácii a Chorvatsku, odkud přivezl několik exemplářů brouků z rodu Stomis. Z těchto brouků popsal v roce 1913 Prof. Jan Obenberger nový druh, který na jeho počest pojmenoval Stomis Frankenbergeri, Obenberger.
V roce 1928 vykonával sběry ve Vysokých Tatrách, později i v oblasti Plešivce, Zádielské doliny a opakovaně v Dalmácii. V roce 1937 daroval Prof. MUDr. Zdeněk Frankenberger do muzea entomologického materiál z oblasti Krkonoš a Itálie.
Na jeho památku bylo jeho jménem pojmenováno několik druhů hmyzu. Kromě již výše zmíněného druhu z rodu Stomis se jednalo o několik druhů brouků popsaných Dr. Vladimírem Balthasarem:
- Onthophagus Frankenbergeri Balth., 1933
- Scarabeus Frankenbergeri Balth., 1934
- Ataenius Frankenbergeri Balth., 1938
- Phanaeus Frankenbergeri Balth., 1939

Mezi lepidopterology je známý poddruh jasoň červenooký Parnassius apollo L., ssp. frankenbergeri Slabý, 1955 z oblasti Pienin.
Z jeho entomologických prací je známo několik, zejména následující:
- Příspěvek ke známostem o broucích žijících u některých savců (1910)
- O zvláštní rýze v oesophagu nižších hmyzů (1943)
- K problému morfologického původu hmyzích křídel (1944)
- Studie o svalovém systému hmyzu I. a II. (1944, 1955).

Malakologická sbírka Zdeňka Frankenbergera je uložena v Národním muzeu v Praze, jeho entomologické sběry jsou uloženy v základní sbírce bývalého Slovenského vlastivědného muzea v Bratislavě (dnes Slovenské národní muzeum).
Profesor MUDr. Zděnek Frankenberger zemřel v Černošicích u Prahy.